# Nordiska Asieninstitutet
Nordiska Asieninstitutet, eller Nordiska institutet för Asienstudier (NIAS), började 1967 sin verksamhet vid Köpenhamns universitet och är en central institution för nordisk Asienforskning. Det är idag ett akademiskt oberoende nordiskt centrum för studier, huvudsakligen ur samhällsvetenskaplig synvinkel.
Utöver att vara ett forskningsinstitut tillhandahåller NIAS ett brett spektrum av kunskaper och färdigheter, samt ett brett kontaktnät till personer och institutioner med expertis på Asien.
NIAS finansieras genom stöd från Nordiska ministerrådet, Köpenhamns universitet och medlemmarna i Nordiska NIAS rådet (NNC). Även om NIAS administrativt är en integrerad del av Köpenhamns universitet, är det ett oberoende forskningsinstitut, med egen strategi och forskningspolitik.

## Kärnaktiviteter inom NIAS
- Oberoende forskning,
- Stöd för forskning, nätverk och utbildning,
- Tillhandahållande av expertinformation, -resurser och -tjänster,
- Vetenskaplig publicering,
- Spridning av forskning,
- Akademiskt utbyte och nätverk.